# ابسدارف
ابسدارف (به آلمانی: Absdorf) یک شهر بازاری و municipality of Austria در اتریش است که در Tulln District واقع شده‌است.